# Ridgmont
Ridgmont è un paese di 418 abitanti della contea del Bedfordshire, in Inghilterra.